# Castell d'Alaró

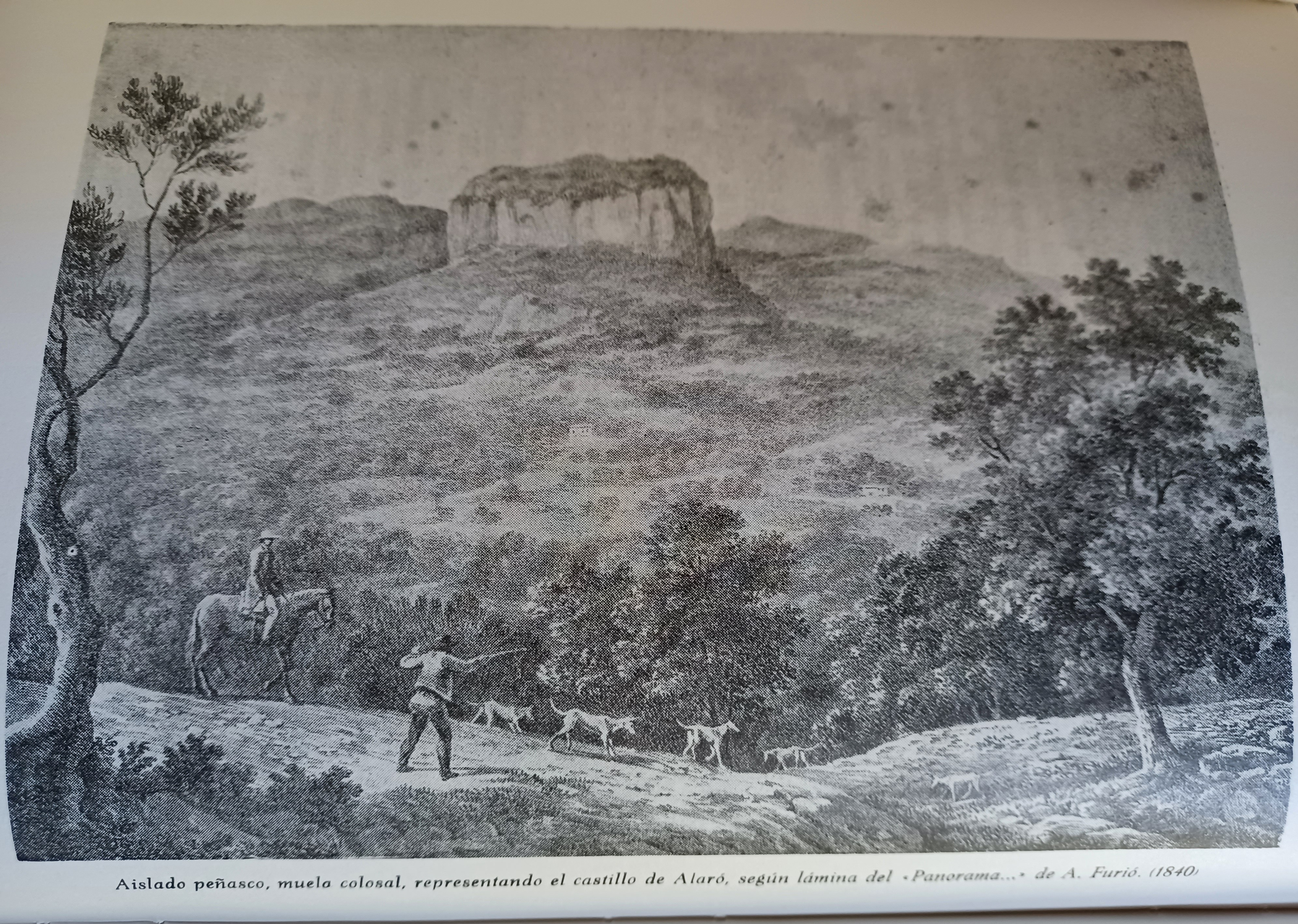
Gravat antic del Castell d'Alaró (segle XIX)

El Castell d'Alaró és un castell al cim del mateix nom, al terme municipal d'Alaró, a Mallorca. És Bé d'Interés Cultural des de l'any 1931. S'hi arriba per un camí amb trams asfaltats i amb un darrer tram empedrat. Cal completar l'accés a peu. La seva propietat és compartida entre el Bisbat de Mallorca per una part i per l'altra, per un propietari privat. Els edificis de l'Hostatgeria i l'oratori i els espais annexos són titularitat del Bisbat, però es gestionen a través de la Fundació Castell d'Alaró (formada pel mateix Bisbat, l'Ajuntament d'Alaró i el Consell de Mallorca)

## Aspectes històrics i cronologia
És una construcció amb finalitats militars del que hi ha constància històrica des de l'any 902, quan els sarraïns arribaren a l'illa. En aquell temps ja hi havia una fortificació on els assetjats resistiren vuit anys i sis mesos.
La fortificació fou ocupada successivament pels conqueridors de l'illa i el rei en Jaume I el Conqueridor se la va reservar quan permutà Mallorca pel Comtat d'Urgell a l'Infant Pere de Portugal.
L'any 1229 alguns grups de mallorquins musulmans fugiren després que el Rei En Jaume entràs a Madina Mayurqa. Primer partiren a les muntanyes, però a partir de 1231 només restaven als tres castells roquers: Castell de Santueri, Castell del Rei i el d'Alaró. És possible que aquests refugiats resistiren alguns anys fins que aconseguiren pactar un trasllat a altres terres.
El 1343 els ocupants del castell es rendiren a les tropes de Pere el Cerimoniós després d'edictes amenaçadors. Als segles xiv i xv, fou progressivament abandonat encara que s'hi mantingué una guarnició militar fins al 1741. A partir d'aquesta data l'ús fou únicament religiós, ja que el 1622 s'hi havia edificat un oratori.

## Construccions

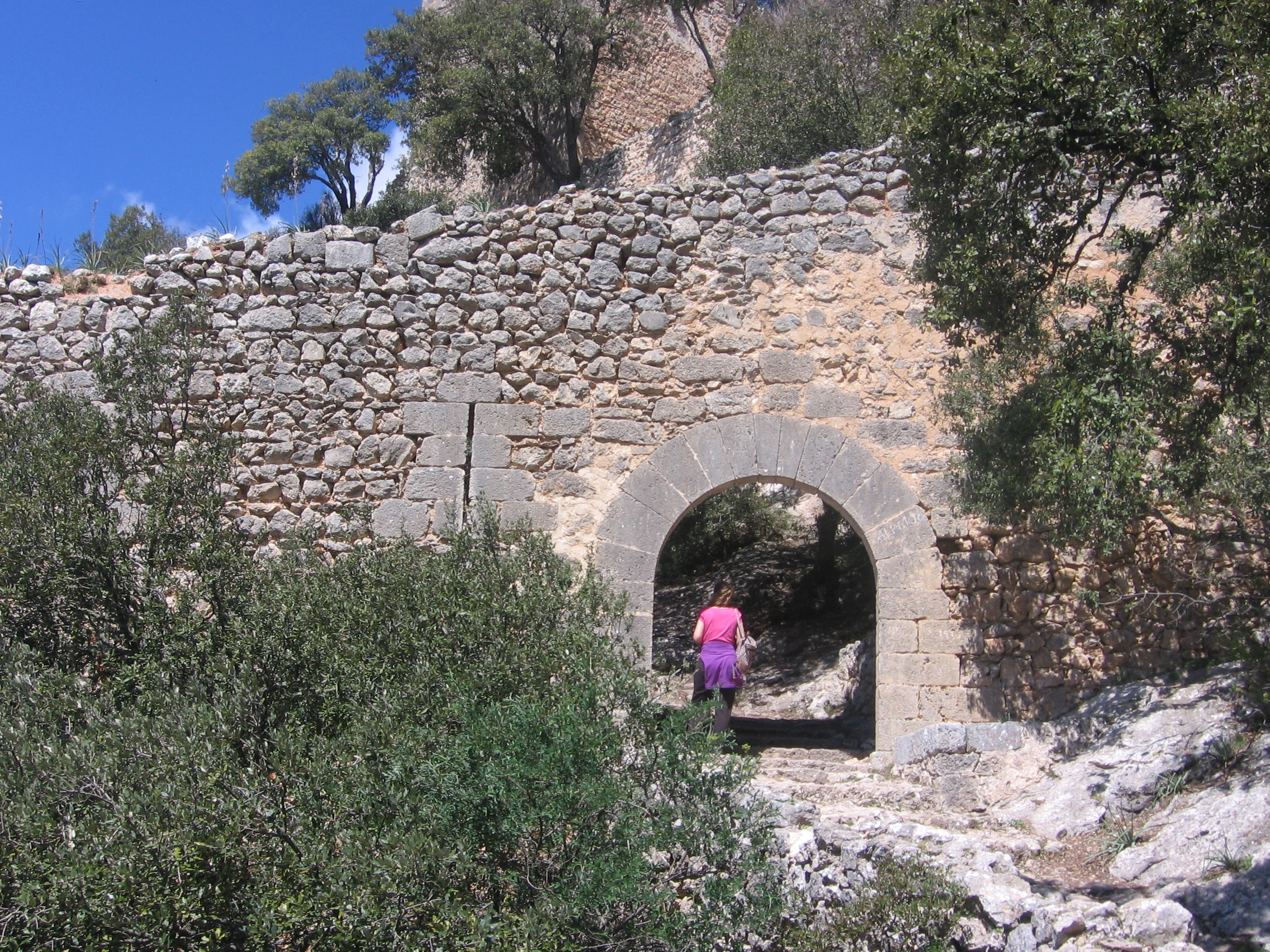
Portal d'accés al Castell d'Alaro

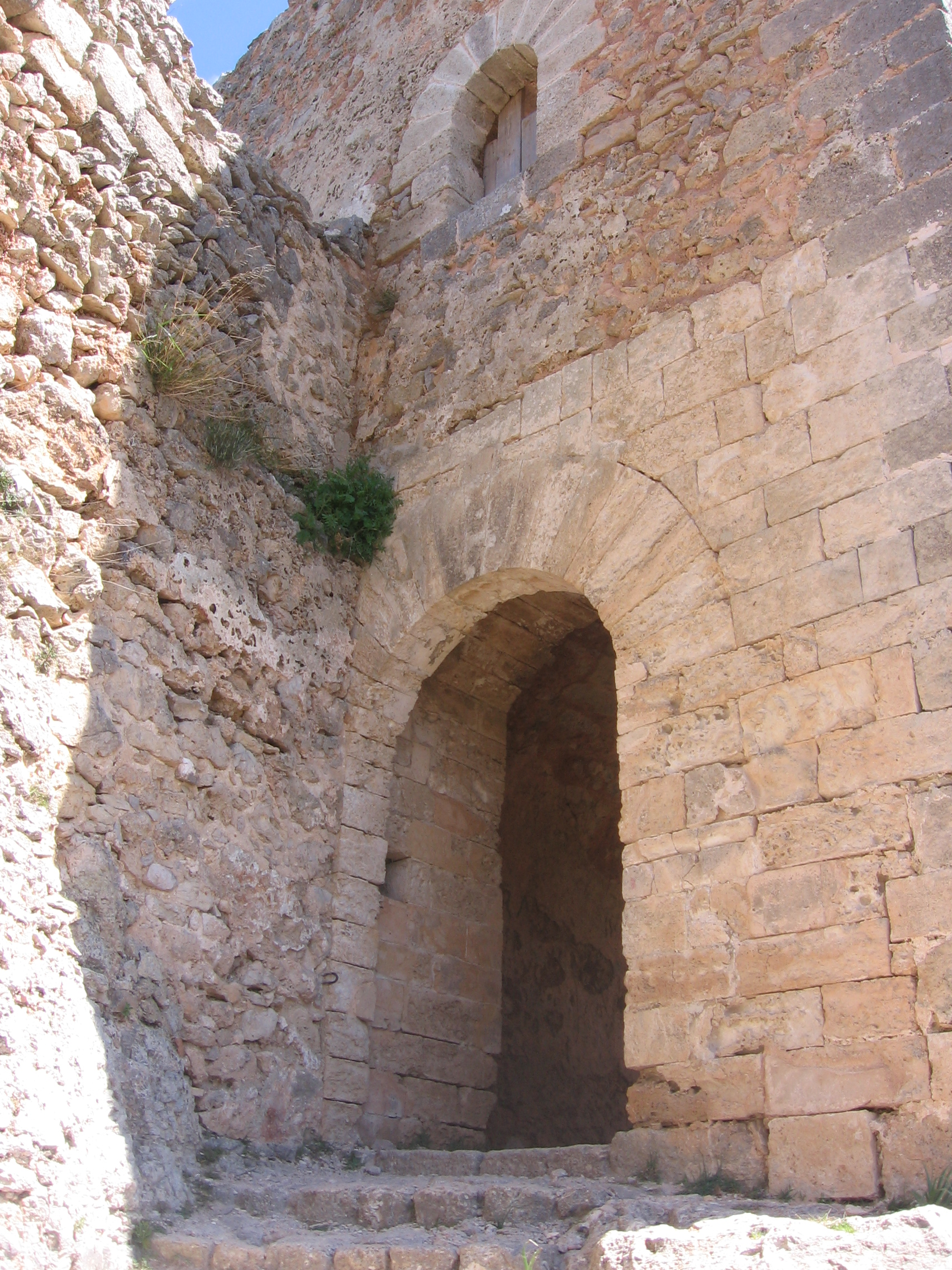
Porta Castell d'Alaro

Es conserva la muralla del castell amb cinc torres. A l'entrada del recinte trobam un primer portal d'accés, ubicat a l'avantmuralla. Alguns escalons més amunt arribam a una segona porta, imbuïda en una torre de defensa per matacans. És la torre de l'homenatge, popularment coneguda com a constipador. A migjorn de la mola del castell hi ha una altra torre molt popular, dita la Presó dels Moros o la Torre de la Cova, a sota de la qual hi ha una cova de Sant Antoni, vestigi d'una antiga ocupació eremítica del segle xvii. De l'interior del recinte destaquen l'oratori (1622), l'hostatgeria, actualment integrada en la Ruta de Pedra en Sec, i cinc aljubs algun dels quals podria ser de traga àrab. També és possible que un d'aquests aljubs fos emprat esporàdicament com a casa de neu.

## Festes, tradicions i llegendes
El diumenge després de Pasqua s'hi celebra el Pancaritat i el dia 8 de setembre es fa una romeria al Castell per celebrar la Nativitat de la Mare de Déu.
El Castell d'Alaró és un indret farcit de llegendes i històries populars. Consten de l'existència d'un grup de bruixes que habitaven al proper cim de s'Alcadena, que durant la nit col·locaven llargs fils a les muralles del Castell. Tensats els fils, les bruixes cantaven i ballaven fins a la sortida del sol.
Una altra de les històries del Castell va tenir lloc a un dels seus espadats, el penyal de s'Orengar, perillós indret on un alaroner anomenat "en Fonoll" posà messions que faria l"ullastre esbrancat" durant una hora. Quan estava a punt de complir-se l'hora algú dels qui anava a perdre l'aposta el va empènyer al buit. Des d'aleshores el lloc s'anomena el Salt d'en Fonoll.
Però sens dubte el fet més destacat de tots els qui es conten del castell és la història d'en Cabrit i Bassa. Els fets succeïren l'any 1285 quan dos dels defensors del castell, Guillem Cabrit i Guillem Bassa, fidels al rei Jaume II de Mallorca, ironitzaren sobre el nom del rei Alfons d'Aragó perquè en català antic no s'usava la forma Alfons, sinó Anfós, que també havia donat nom a un peix (anfós). El rei, molt molest, prometé que en acabar el setge els torraria com a cabrits en l'Assalt al castell d'Alaró. El gener de 1286 el castell capitulà i el rei complí la seva terrible amenaça a la plaça de la zona urbana de "Los Damunts" (llavors era el centre del poble), anomenada de Cabrit i Bassa, que provocà l'excomunió del rei. A partir d'aquell moment va créixer la devoció popular cap als dos màrtirs, que arribaren a tenir moltes esglésies de Mallorca.

## Portalada del rei en Jaume
La portalada del rei en Jaume I és una llegenda localitzada a altres indrets de Mallorca i que en el Raiguer és viva a Marratxí, Santa Maria del Camí i Inca. En tots els casos es tracta d'un o diversos cocons de la zona que marquen el pas del mític cavall del rei en Jaume. En el Castell d'Alaró, la localitzam abans de l'avantmuralla.